# Frank Collindridge
Frank Collindridge (1891 - 16 octobre 1951) est un homme politique du parti travailliste au Royaume-Uni.

## Biographie
Né à Barnsley, Collindridge est mineur de charbon et milite au sein de la Fédération des mineurs de Grande-Bretagne (MFGB) et du Parti travailliste. Il siège au conseil du district urbain de Wombwell de 1920 à 1939, assurant la présidence en 1931/32. En 1937, il fait partie d'une délégation du MFGB en Union soviétique et en 1944 d'une délégation en Australie et en Nouvelle-Zélande.
Collindridge est élu député de Barnsley lors d'une élection partielle en 1938 et représente la circonscription jusqu'à sa mort pendant la campagne pour les élections générales de 1951 à Barnsley à l'âge de 60 ans.
Dans le gouvernement travailliste d'après-guerre de Clement Attlee, il est whip du gouvernement, avec les titres officiels de Lords du Trésor de 1945 à 1946 et de contrôleur de la maison de 1946 à 1951.